# 十胜支厅
十勝支廳，為過去位於日本北海道道東地方的支廳。支廳辦公室設於帶廣市，已於2010年隨著北海道廢除支廳被改組為十勝綜合振興局。

## 歴史
- 1897年11月：設置河西支廳，下轄原十勝國廣尾郡、當緣郡、十勝郡、中川郡、河西郡、河東郡、上川郡。[1]
- 1932年8月：河西支廳改稱為十勝支廳。
- 1948年10月20日：原屬釧路國支廳（現釧路支廳）的足寄郡足寄村（現在的足寄町）和陸別村（現在的陸別町）改隸屬十勝支廳管轄。
- 2010年4月1日：北海道廢除支廳，改設為十勝綜合振興局。

## 行政區域

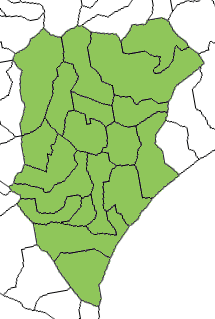
十勝支廳行政區劃。

- 市部 : 帶廣市
- 河東郡：音更町、士幌町、上士幌町、鹿追町
- 上川郡：新得町、清水町
- 河西郡：芽室町、中札內村、更別村
- 廣尾郡：大樹町、廣尾町
- 中川郡：幕別町、池田町、豐頃町、本別町
- 足寄郡：足寄町、陸別町
- 十勝郡：浦幌町